# L'ira di Dio
L'ira di Dio è un film del 1968 diretto da Alberto Cardone (con lo pseudonimo di Albert Cardiff).

## Trama
Mike Barnett trova la sua casa vandalizzata e distrutta, ma sette dollari d'argento sono rimasti intatti, considerando che i banditi hanno rubato i suoi 10.000 dollari in contanti di cui aveva bisogno per pagare la sua fattoria prendendo l'onore e la vita della moglie.